# Conciliul de la Trento

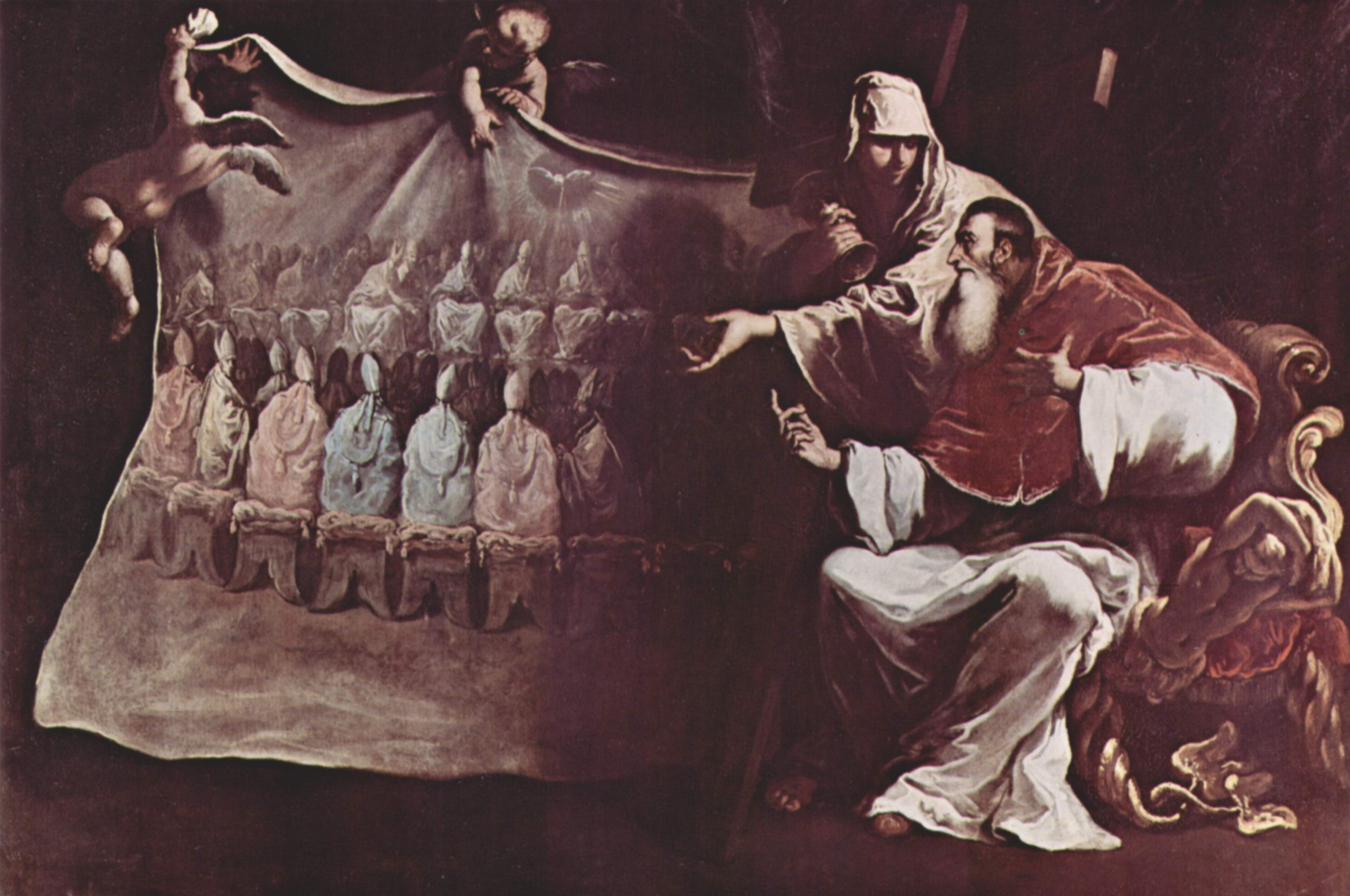
Papa Paul al III-lea, inspirat de alegoria Credinței, decide convocarea Conciliului de la Trento (pictură de Sebastiano Ricci).

Conciliul de la Trento, cunoscut și sub numele latin Concilium Tridentinum (în italiană Concilio Tridentino) a fost cel de-al nouăsprezecelea sinod ecumenic, recunoscut ca atare de Biserica Catolică, care a avut loc la Trento între 1545 și 1563 pentru rezolvarea problemelor ridicate de Reforma Protestantă. 

## Decizii adoptate
- Înființarea seminariilor teologice, ca locuri pentru formarea viitorilor preoți
- Plasarea altarului la loc vizibil în biserici (în evul mediu spațiul clericilor era delimitat de cel al mirenilor printr-un perete sau grilaj despărțitor)
- Păstrarea cuminecăturii în tabernacolul plasat pe masa altarului, spre deosebire de obiceiul medieval care prevedea ca ostiile consacrate să fie păstrate în nișe special construite în biserici
- Introducerea confesionalelor (acele "dulapuri" pentru spovadă, specifice Bisericii Catolice)
- Introducerea scaunelor în biserici, sub formă de bănci
- Stabilirea canonului Bibliei pentru Biserica Catolică[1]
- În decretele asupra căsătoriei (sesiunea a XXIV-a din anul 1563) s-a decis ca, pentru a fi validă, căsătoria trebuie să aibă loc în fața unui preot, în prezența a doi martori.  Prin anularea condiției de consimțământ din partea părinților s-a încheiat o dispută care se prelungea începând din secolul al XII-lea. În cazul unui divorț, partea nevinovată nu avea drept de recăsătorire cât timp trăia cealaltă parte la căsătorie, chiar dacă acea persoană comisese adulter.[2]

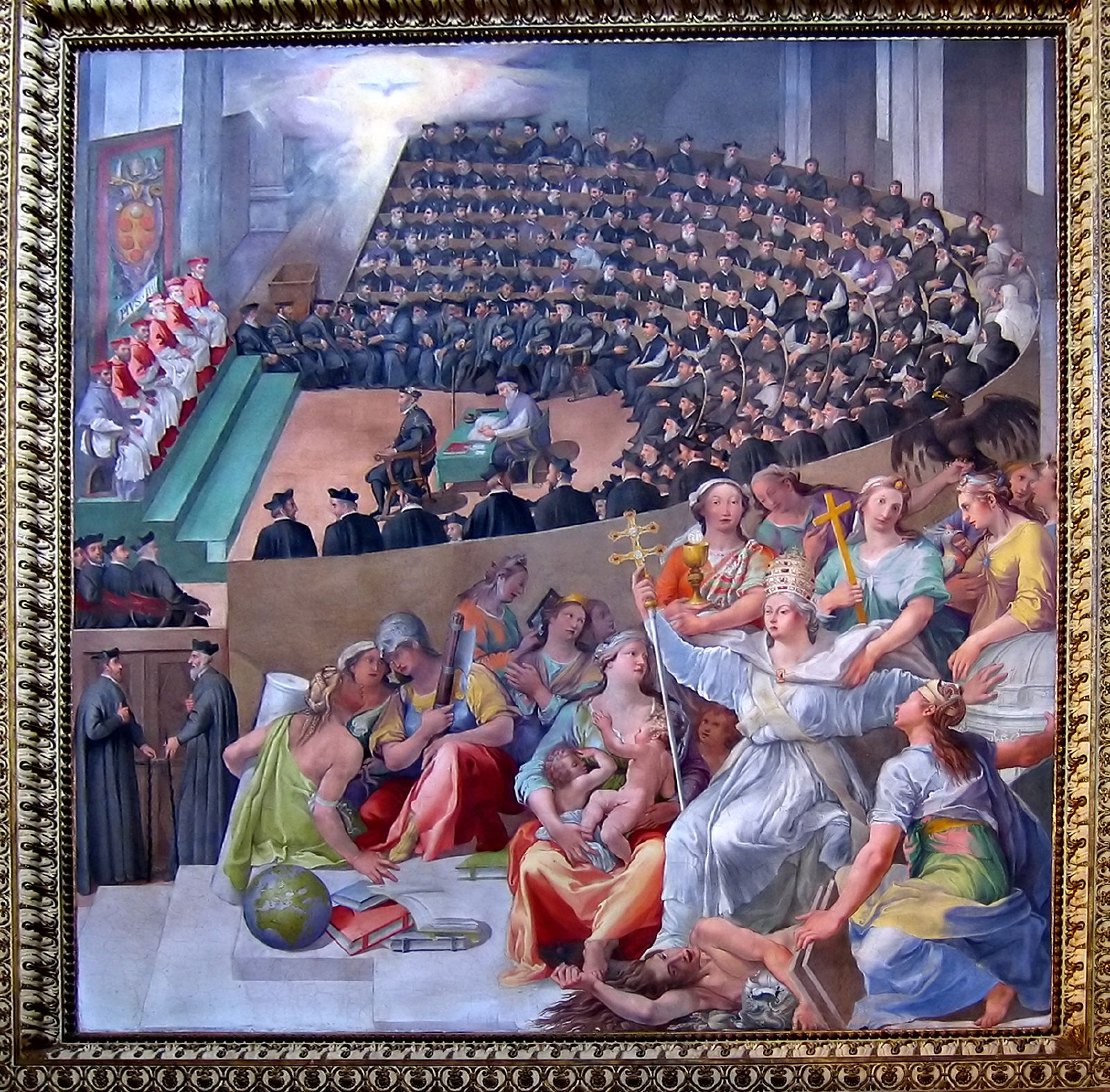
Conciliul de la Trento - pictură de Pasquale Cati (sau Cati da Iesi), 1588, în Biserica "Santa Maria in Trastevere" din Roma

## Listă de decrete

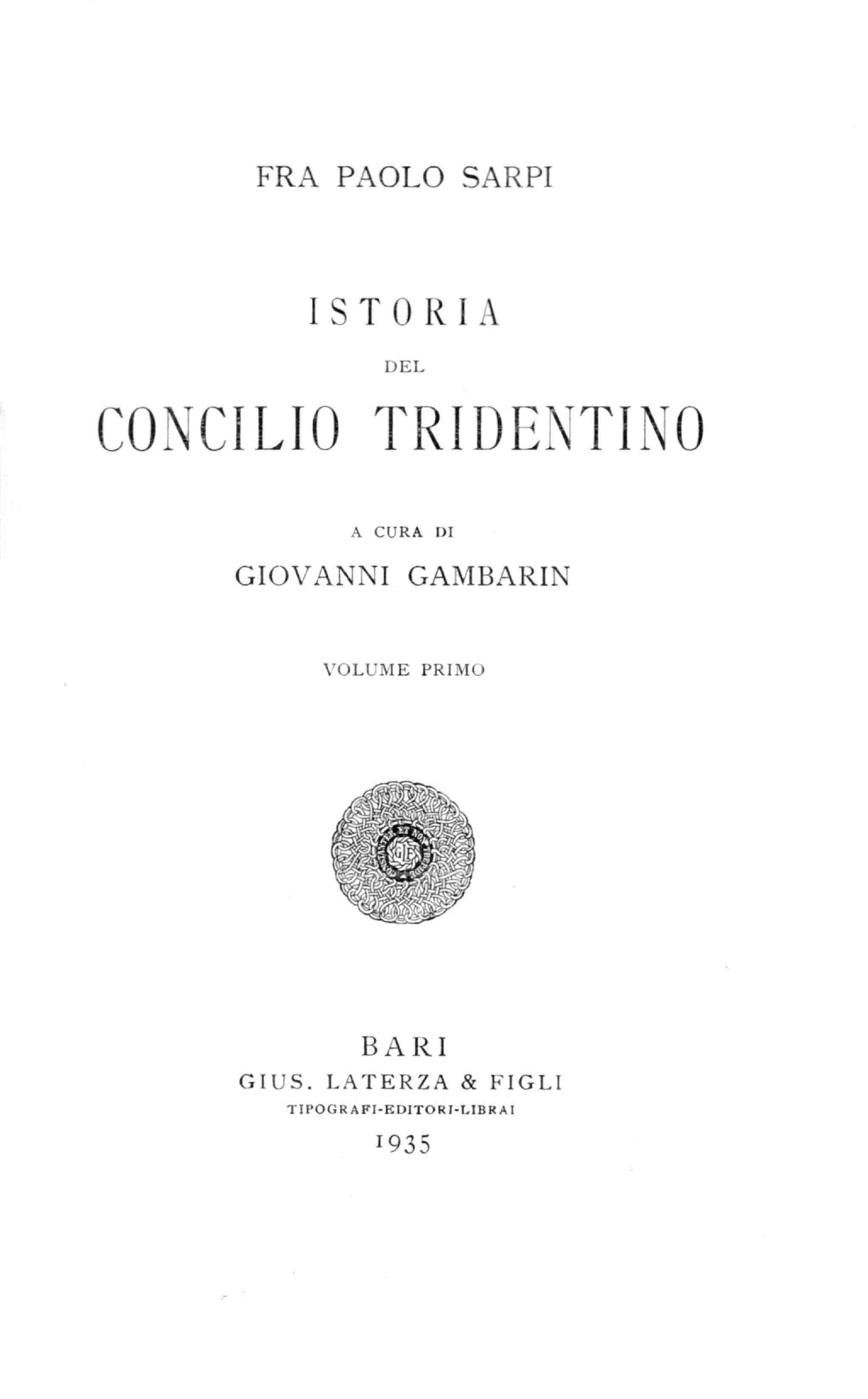
Paolo Sarpi: Istoria del Concilio tridentino (1935)

| Decret                                                 | Sesiune | Dată              | Canoane   | Capitole  |
| ------------------------------------------------------ | ------- | ----------------- | --------- | --------- |
| Canonul biblic                                         | 4       | 8 aprilie 1546    | nici unul | 1         |
| Păcatul strămoșesc                                     | 5       | 7 iunie 1546      | 5         | 4         |
| Mântuirea                                              | 6       | 13 ianuarie 1547  | 33        | 16        |
| Sfintele Taine                                         | 7       | 3 martie 1547     | 13        | 1         |
| Botezul                                                | 7       | 3 martie 1547     | 14        | nici unul |
| Mirungerea (Confirmațiunea)                            | 7       | 4 martie 1547     | 3         | nici unul |
| Euharistia                                             | 13      | 11 octombrie 1551 | 11        | 8         |
| Spovada                                                | 14      | 15 noiembrie 1551 | 15        | 15        |
| Maslul (Ungerea bolnavilor)                            | 14      | 4 noiembrie 1551  | 4         | 3         |
| Căsătoria                                              | 24      | 11 noiembrie 1563 | 12        | 10        |
| - Cultele - Sfinții - Relicvele (moaștele) - Imaginile | 25      | 4 decembrie 1563  | nici unul | 3         |
| Indulgențe                                             | 25      | 4 decembrie 1563  | nici unul | 1         |